# JEDEC
JEDEC Solid State Technology Association, tidligere kendt som Joint Electron Devices Engineering Council (JEDEC), er en uafhængig halvleder ingeniør handelsorganisation og standardiseringsorgan. JEDEC Solid State Technology Association er tilknyttet Electronic Industries Alliance (EIA), en branchesammenslutning som repræsenterer alle områder af elektronik industrien i USA. JEDEC har over 300 medlemmer, inklusive nogle af verdens største computer firmaer.

## Historisk
JEDEC blev grundlagt i 1958 som en fælles aktivitet mellem EIA og National Electrical Manufacturers Association (NEMA) til at udvikle standarder for halvlederbaserede apparater. NEMA ophørte sit JEDEC tilknytning i 1979.
Det første JEDEC arbejde begyndte som en elektronikkomponent typebenævnelser som blev populære i 1960'erne, som hed EIA-370. I februar 1982 udgav JEDEC JESD370B, der erstattede den oprindelige EIA-370.